# Торопецкая икона Божией Матери
Торо́пецкая ико́на Бо́жией Ма́тери (Богоматерь Торопецкая и Никола) — древняя икона Богородицы с Иисусом Христом, происходящая из Корсунско-Богородицкого собора города Торопца, почитаемая в Русской православной церкви чудотворной. Относится к иконописному типу Одигитрия. Датируется первой половиной XIV века.
По торопецкому преданию, получила отождествление с чтимой Корсунской иконой. Известны попытки отождествить её также со знаменитой Эфесской иконой Божией Матери Евфросинии Полоцкой.

## Описание
Размеры иконы — 82,5 х 60,5 х 3,0 см. Несмотря на то, что живопись от времени потемнела, в начале XX века цвета красок были легко различимы. Цвет верхней одежды Богоматери — красный, а нижней — темно-синий. У Младенца одежда темно-зелёная. На обороте иконы находилось изображение святителя Николая Чудотворца.

## История
История Торопецкой иконы известна с рубежа XVII—XVIII века, когда в Торопце на царские деньги строится первый Корсунско-Богородицкий собор. Тогда же было написано первое сказание о ней. В Торопце икона была очень почитаема, её выносили во время захватнических войн, в периоды осады города. В городе икону стали отождествлять с древней Корсунской иконой.

### Теории происхождения
Относительно более раннего этапа в истории образа не существует единого мнения, равно как и о времени её создания. В большинстве публикаций икона датируется XIV веком, однако доктор искусствоведения Лев Лившиц настаивает на отнесении её к XIII веку. Распространено также мнение, что иконописец пытался прописать более ранний образ XII века, правда, в ходе реставрационных работ эта гипотеза не нашла подтверждения.
Ведущий научный сотрудник отдела древнерусского искусства Русского музея и автор монографического исследования по Торопецкой иконе Ирина Шалина полагает, что это копия с иконы, упомянутой в житии Евфросинии Полоцкой. Согласно житию, эту богородичную икону прислал из Эфеса на Русь греческий царь из династии Комнинов. Огромный двусторонний выносной образ быстро ветшает. Судя по сохранившейся живописи, в первой половине XIV веке его полностью переписал мастер псковской школы. По гипотезе Шалиной, Ефесская икона могла быть перевезена из Полоцка в Торопец во время Ливонской войны бежавшими от наступления поляков монахинями Спасо-Ефросиньевой обители.
Согласно «Сказанию о Корсунской иконе», датируемому XVII веком, в 1239 году Александра, дочь Полоцкого князя Брячислава, выходя замуж за святого благоверного князя Александра Невского, увезла икону в Торопец, отчего получила наименование «Торопецкой». По мнению Шалиной, это «антилитургическое предание… явно придумано с целью удревнить торопецкую икону».

### Музейный период
После революции 1917 года торопецкие церкви были закрыты, но духовенство Корсунского собора успело передать Ефесскую икону в Торопецкий краеведческий музей, где находящуюся в аварийном состоянии сохранности икону начали реставрировать. В 1936 году икону по просьбе работников музея перевезли в Русский музей Ленинграда. Результаты исследовательско-реставрационных работ подтвердили сложнейшую и запутанную жизнь древней иконы.
По словам начальника отдела древнерусской живописи Ирины Соловьевой, музейные реставраторы «немного „увлеклись“ — счищая, как они думали, копоть с ладони Богоматери и ноги Младенца, они удалили первоначальный слой краски и доскребли до первоосновы». Живопись и художественные особенности иконы позволяют сделать вывод, что древний образ XII века не сохранился. В XIV веке при неизвестных обстоятельствах он был заменен новым памятником, причем написанным псковским мастером.
По мнению экспертов Музея имени Андрея Рублёва, «отставания паволоки, грунта и красочного слоя от основы» являются элементарными огрехами реставрационного вмешательства. Оплошности реставрационного вмешательства 1937 и 1957 годов (расчистка Н. В. Перцева) признают и сотрудники Русского музея — И. В. Соловьева и И. А. Шалина. По словам последней, «утраты слоев на руке и ноге Младенца… относятся к невосполнимым фрагментам».

## Временная передача иконы Русской православной церкви
Оригинал иконы до 3 декабря 2009 года находился в Государственном Русском музее в Санкт-Петербурге.

### Принятие решения о передаче иконы в храм

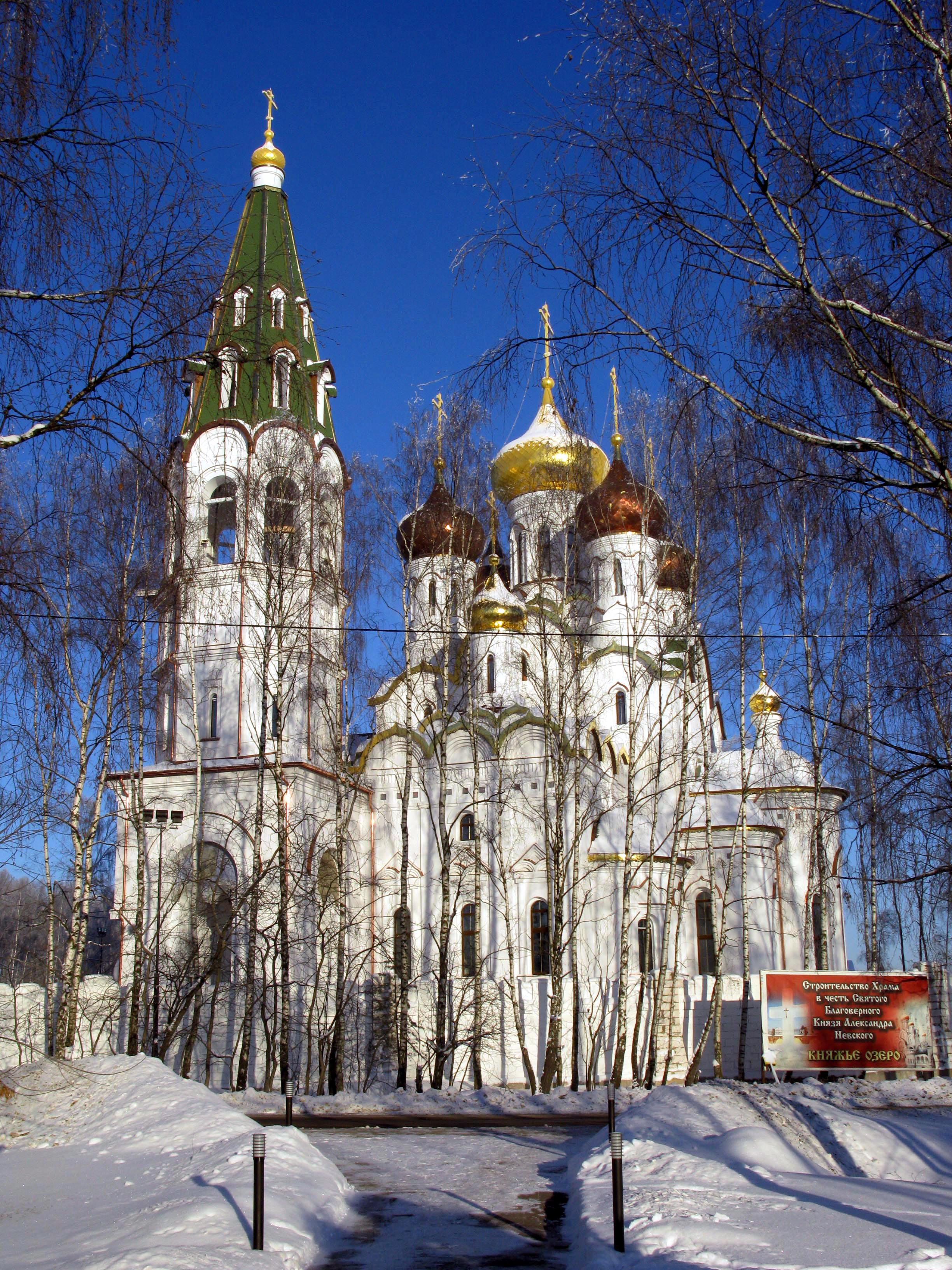
Княжьеозерский храм, куда была передана икона

В ноябре 2009 года Министерство культуры Российской Федерации решило временно передать икону из Государственного Русского музея (ГРМ) в церковь Александра Невского в Княжьем Озере, только что построенную в Истринском районе Московской области
Письмо патриарха Московского и всея Руси Кирилла на имя министра культуры Александра Авдеева, датированное 24 ноября 2009 года, было рассмотрено министром в тот же день, прошло все инстанции и уже в полдень 25 ноября 2009 года в адрес Русского музея факсом отправлено руководящее письмо директора департамента культурного наследия и изобразительного искусства Р. Х. Колоева, который этим письмом информировал директора ГРМ, что возглавляемый им департамент «считает возможным передачу иконы „Богоматерь Одигитрия“ в религиозную организацию сроком на один год». В размещённом на сайте министерства официальном «Комментарии Департамента культурного наследия и изобразительного искусства Минкультуры России по вопросу временного экспонирования иконы „Богоматерь Одигитрия“ — Корсунская» заявлено, что «30 ноября Реставрационный совет музея и экспертная фондово-закупочная комиссия приняли решение о возможности временного экспонирования иконы при обеспечении её оптимальных условий хранения и возможность её транспортировки в специальном киоте, обеспечивающим должный уровень температуры и влажности».
27 ноября 2009 года группа сотрудников ГРМ, не согласных с решением министерства, направила письмо президенту России Дмитрию Медведеву, что «любое нарушение существующего режима хранения может привести икону к гибели, которая станет настоящей национальной трагедией». Возражали против транспортировки иконы и некоторые сотрудники отдела древнерусского искусства Института искусствознания.

### Транспортировка иконы
В ночь со 2 на 3 декабря 2009 года икона была тайно перевезена в церковь Александра Невского в Княжьем Озере. По словам директора Русского музея Владимира Гусева, дата перевозки держалась в тайне во избежание возможных провокаций и с целью соблюдения необходимых предосторожностей. По словам заместителя директора Русского музея Ивана Карлова, перевозка прошла успешно. В самом храме созданы идеальные условия для хранения иконы. Смонтировано оборудование, при помощи которого в режиме онлайн сотрудники Русского музея имеют возможность круглые сутки получать видеокартинку святыни, данные о влажности и температуре. В храме икона находится в специальной полностью герметичной витрине-киоте («валиокассете») с собственной установкой микроклимата стоимостью более 300 тысяч долларов США, созданной на средства Сергея Шмакова.

### Состояние иконы во время нахождения в храме
17 декабря 2009 года директор ГРМ Владимир Гусев заявил, что «все условия хранения соблюдены. Наши сотрудники будут два раза в месяц ездить в подмосковный храм, а если будет надо, то и чаще».
23 декабря 2009 года, по данным сотрудников музея Андрея Рублёва, экспертиза авторитетной комиссии пришла к заключению, что «условия экспонирования Торопецкой иконы Богородицы соответствуют нормативным требованиям. Все пункты договора временной передачи принимающей стороной соблюдаются. Система безопасности нижнего придела храма, где расположена икона, соответствует музейным нормам»
По словам Владимира Гусева, около 30 тыс. человек смогли увидеть Торопецкую икону Богородицы за время её хранения в храме Александра Невского в Княжьем Озере.
21 сентября 2010 года было принято решение о продлении срока нахождения иконы в храме Александра Невского на полгода — до 22 марта 2011 года.
14 января 2011 года министр культуры Александр Авдеев высказал мнение, что возможна временная передача иконы в Корсунско-Богородицкий собор в Торопце, откуда её изъяли в 1933 году, и который даёт прекрасные гарантии для временного хранения иконы. Он отметил, что, по мнению специалистов, во время хранения в храме Александра Невского икона стала «выздоравливать».
В апреле 2011 года Владимир Гусев заявил о необходимости возвращения иконы в собрание музея и предъявления её специалистам-реставраторам, поскольку есть основания беспокоиться за сохранность иконы. Владимир Гусев считал, что заявления об улучшении состояния иконы после её размещения в подмосковном храме не имеют под собой реальных оснований. При этом представители общественности выражали сомнение, что икона когда-либо вернётся в музей.
В начале ноября 2011 года Георгий Полтавченко написал, что после реставрации икону «поместят туда, откуда в своё время изъяли, — в Торопецкий монастырь». Тогда же появились сведения, что после хранения иконы в витрине-киоте на красочном слое иконы стали появляться характерные дефекты, называемые на сленге реставраторов «грядками».